# Льгота-под-Горжичками
Льгота-под-Горжичками (чеш. Lhota pod Hořičkami) — чешская община (муниципалитет) в районе Наход.

## География

### Части
- Льгота-под-Горжичками
- Светла
- Уездец

## История
Льгота-под-Горжичками  основана в первой половине XIII в., но первое письменное упоминание относится к 1405 году. С самого начала XV в. принадлежала замку Визмбурк и в XVI в. замку Ризмбурк. В 1582 г. стала частью панства Наход. С 1849 г. самоуправляющаяся единица — муниципалитет, до 1867 г. вместе с будущим муниципалитетом Уездец. Только в годах 1985—1990 стала частью муниципалитета Горжички. Льгота-под-Горжичками первоначально принадлежала к школе в Горжичках. С 1848 г. учили здесь помощники учителя горжичскиего. Дети богатых крестьян посещали школу в соседним Вестцу. В 1895 г. выпал крупный град и уничтожил весь урожай на полях. Община должна была обратиться за помощью на руководство района и позже на Палате депутатов Австро-Венгрии. В 1896 г. здесь была открыта независимая начальная школа (в следующем году было построено новое здание школы), но она была закрыта в 1945 г. В 1908 г. была основана муниципальная пожарная команда. Водопровод был построен в 1925—1927 гг., введение электрической энергии в 1930 г.

## Население
| Год  | Численность | Численность |
| ---- | ----------- | ----------- |
| 1869 | 978         | [ 7 ]       |
| 1880 | 862         | [ 7 ]       |
| 1890 | 763         | [ 7 ]       |
| 1900 | 746         | [ 7 ]       |
| 1910 | 711         | [ 7 ]       |
| 1921 | 633         | [ 7 ]       |
| 1930 | 588         | [ 7 ]       |
| 1950 | 440         | [ 7 ]       |
| 1961 | 363         | [ 7 ]       |
| 1970 | 326         | [ 7 ]       |
| 1980 | 275         | [ 7 ]       |
| 1991 | 222         | [ 7 ]       |
| 2001 | 246         | [ 7 ]       |
| 2014 | 291         | [ 8 ]       |
| 2016 | 299         | [ 9 ]       |
| 2017 | 301         | [ 10 ]      |
| 2018 | 295         | [ 11 ]      |
| 2019 | 302         | [ 12 ]      |
| 2020 | 304         | [ 13 ]      |
| 2021 | 303         | [ 14 ]      |
| 2022 | 284         | [ 15 ]      |
| 2023 | 275         | [ 16 ]      |
| 2024 | 273         | [ 17 ]      |
| 2025 | 272         | [ 3 ]       |

## Достопримечательности
- Деревянная звонница в деревни Светла (1764 г., c 1958 г. зарегистрирована в государственный реестр объектов культурного наследия, в 1969 г. и 2014 г. была реконструирована, в 2004 г. новый звонок)[18]
- Кирпичная часовня в деревни Уездец (1863 г.)
- Каменный постамент с железным крестом (1882 г.)